# سیارک ۲۸۴۲
سیارک ۲۸۴۲ (به انگلیسی: 2842 Unsold، نامگذاری:1950OD) دو هزار و هشتصد و چهل و دومین سیارک کشف شده‌است که در ۲۵ ژوئیه ۱۹۵۰ کشف شد.
قدر مطلق سیارک برابر ۱۲٫۰۰ است.